# Daemon (Mayhem)
Daemon è il sesto album del gruppo musicale black metal norvegese Mayhem, pubblicato il 25 ottobre 2019.

## Descrizione
Composto per la maggior parte da Teloch (ex chitarrista dei God Sed) e in parte minore da Ghul (ex chitarrista dei Cradle of Filth) il disco esce per l'etichetta Century Media nell'ottobre 2019 ottenendo ottime recensioni su tutti i portali specializzati in musica metal.. L'artwork della copertina e tutto il layout dell'album è stato affidato all'artista italiano Daniele Valeriani.

## Tracce
1. The Dying False King – 3:46
2. Agenda Ignis – 4:34
3. Bad Blood – 4:57
4. Malum – 5:05
5. Falsified and Hated – 5:47
6. Aeon Daemonium – 6:03
7. Worthless Abominations Destroyed – 3:48
8. Daemon Spawn – 6:03
9. Of Worms and Ruins – 3:48
10. Invoke the Oath – 5:03

Bonus tracks
1. Everlasting Dying Flame
2. Black Glass Communion

## Formazione
- Attila Csihar - voce
- Teloch - chitarra
- Ghul - chitarra
- Necrobutcher - basso
- Hellhammer - batteria